# Calloviano
| Periodo                                                                                      | Epoca                | Piano          | Età (Ma)    |
| -------------------------------------------------------------------------------------------- | -------------------- | -------------- | ----------- |
| Cretacico                                                                                    | Cretacico inferiore  | Berriasiano    | Più recente |
| Giurassico                                                                                   | Giurassico superiore | Titoniano      | 149,2 ± 0,7 |
| Giurassico                                                                                   | Giurassico superiore | Kimmeridgiano  | 154,8 ± 0,8 |
| Giurassico                                                                                   | Giurassico superiore | Oxfordiano     | 161,5 ± 1,0 |
| Giurassico                                                                                   | Giurassico medio     | Calloviano     | 165,3 ± 1,1 |
| Giurassico                                                                                   | Giurassico medio     | Bathoniano     | 168,2 ± 1,2 |
| Giurassico                                                                                   | Giurassico medio     | Bajociano      | 170,9 ± 0,8 |
| Giurassico                                                                                   | Giurassico medio     | Aaleniano      | 174,7 ± 0,8 |
| Giurassico                                                                                   | Giurassico inferiore | Toarciano      | 184,2 ± 0,3 |
| Giurassico                                                                                   | Giurassico inferiore | Pliensbachiano | 192,9 ± 0,3 |
| Giurassico                                                                                   | Giurassico inferiore | Sinemuriano    | 199,5 ± 0,3 |
| Giurassico                                                                                   | Giurassico inferiore | Hettangiano    | 201,4 ± 0,3 |
| Triassico                                                                                    | Triassico superiore  | Retico         | Più antico  |
| Suddivisione del Giurassico secondo la Commissione internazionale di stratigrafia dell'IUGS. |                      |                |             |

Nella scala dei tempi geologici, il Calloviano è l'ultimo dei quattro stadi stratigrafici o età in cui è suddiviso il Giurassico medio, la seconda epoca dell'intero periodo Giurassico.
È compreso tra 164,7 ± 4,0 e 161,2 ± 4,0 milioni di anni fa (Ma), preceduto dal Bathoniano e seguito dall'Oxfordiano, il primo stadio del successivo Giurassico superiore.

## Definizioni stratigrafiche e GSSP
Lo stadio Calloviano fu descritto per la prima volta dal paleontologo francese Alcide d'Orbigny nel 1852. Il suo nome è la forma latinizzata di Kellaways Bridge, un piccolo villaggio situato circa 3 km a NE di Chippenham, nella contea inglese del Wiltshire.
La base del Calloviano è definita dalla prima comparsa negli orizzonti stratigrafici del genere ammonitico Kepplerites, situato alla base della biozona della Macrocephalites herveyi.
Il limite superiore del Calloviano, nonché base del successivo Oxfordiano, è data dalla prima comparsa della specie ammonitica Brightia thuouxensis.

### GSSP
Il GSSP, il profilo stratigrafico di riferimento della Commissione Internazionale di Stratigrafia, non è ancora stato fissato (2009).

### Biozone

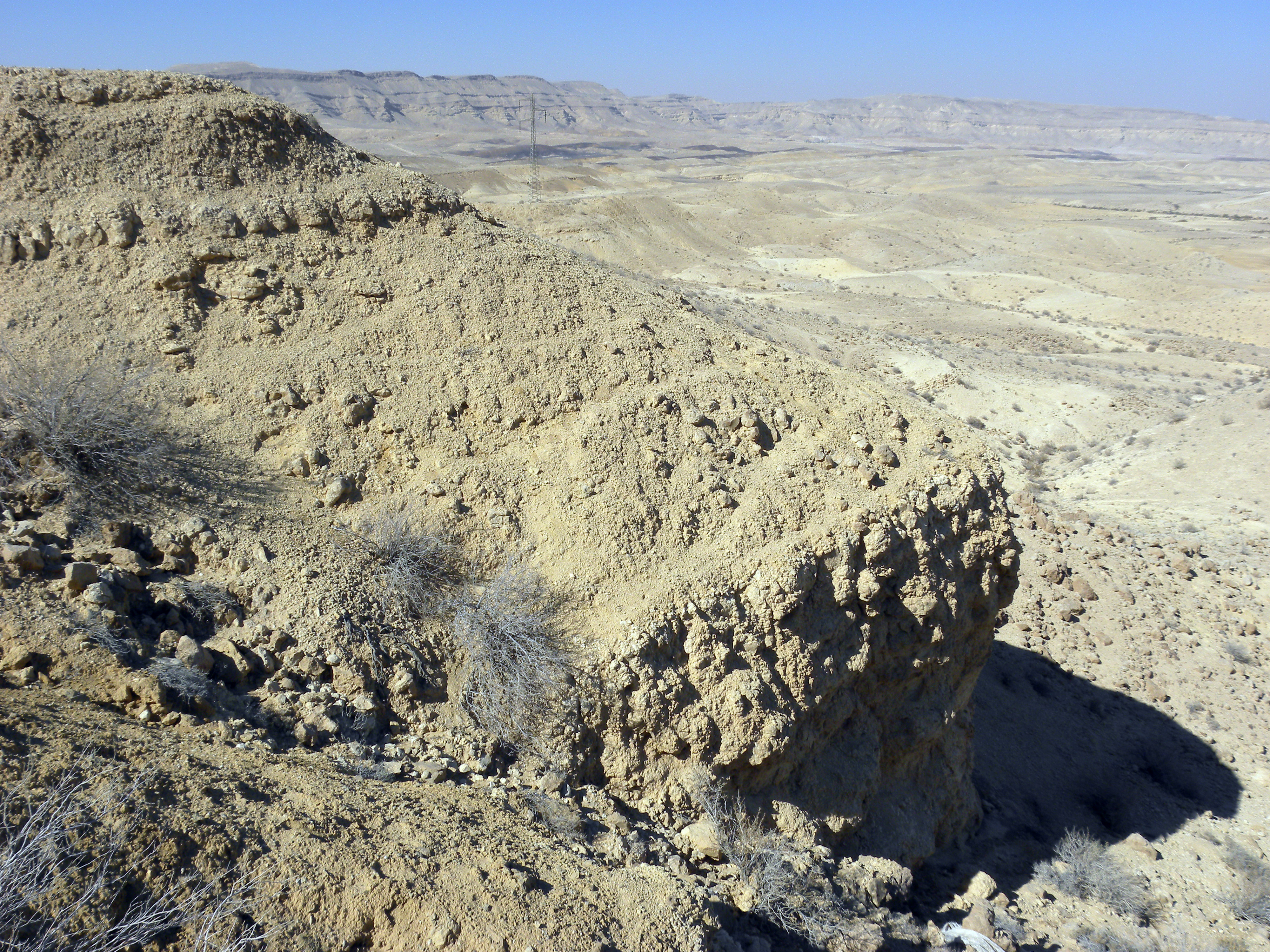
La Matmor Formation, che fa parte della biozona della Peltoceras athleta del Calloviano, a Makhtesh Gadol in Israele.

Il Calloviano è a volte suddiviso in tre sottostadi (o sottoetà): inferiore, medio e superiore.
Nel dominio Tetide, il Calloviano comprende sei biozone ammonitiche:
- zona della Quenstedtoceras lamberti
- zona della Peltoceras athleta
- zona della Erymnoceras coronatum
- zona della Reineckeia anceps
- zona della Macrocephalites gracilis
- zona della Bullatimorphites bullatus

## Paleogeografia
Durante il Calloviano, l'Europa era un arcipelago composto da una dozzina di grandi isole separate da vaste aree di piattaforma continentale. Questo ha dato luogo a depositi marini da acque basse risalenti al Calloviano in Russia, Bielorussia, Polonia, Germania, Francia, Spagna e Inghilterra. Attorno alle antiche linee di costa si trovano spesso sedimenti di origine terrestre, come in Scozia.
Si ritiene che i depositi salini di origine evaporitica di Louann Salt e Campeche Salt, nel Golfo del Messico, abbiano avuto origine da una simile formazione di baie dell'Oceano Pacifico, dove l'acqua bassa è successivamente evaporata, nella zona che corrisponde all'attuale Messico.

## Paleontologia

### Crocodylomorfi
| Crocodylomorpha del Calloviano | Crocodylomorpha del Calloviano | Crocodylomorpha del Calloviano | Crocodylomorpha del Calloviano | Crocodylomorpha del Calloviano |
| Taxa                           | Presenza                       | Localizzazione                 | Descrizione | Immagine                       |
| ------------------------------ | ------------------------------ | ------------------------------ | --- | ------------------------------ |
| Junggarsuchus                  |                                |                                | Lo Junggarsuchus era un piccolo predatore (lungo circa un metro) appartenente agli sphenosuchia, vissuto in Cina. |                                |
| Metriorhynchus                 |                                |                                | Carnivoro opportunista che si nutriva di pesci, belemniti, altri animali marini e forse anche carogne. Il Metriorhynchus raggiungeva dimensioni medie attorno ai tre metri, ma gli esemplari più grandi potevano competere con il grande coccodrillo del Nilo. |                                |
| Steneosaurus                   |                                |                                | |                                |

### †Ornitischi
| Ornithischia del Calloviano           | Ornithischia del Calloviano | Ornithischia del Calloviano              | Ornithischia del Calloviano | Ornithischia del Calloviano |
| Taxa                                  | Presenza                    | Localizzazione                           | Descrizione | Immagine                    |
| ------------------------------------- | --------------------------- | ---------------------------------------- | --- | --------------------------- |
| Agilisaurus                           |                             | Dashanpu Formation, Sichuan, Cina        | Bipede erbivoro lungo circa 1,2 m, particolarmente adatto alla corsa. Scoperto in uno dei molti depositi del Calloviano in Cina.                                                                   |                             |
| Callovosaurus                         |                             | Inghilterra                              | Primitivo iguanodon dei camptosauridae, lungo circa tre metri e mezzo. |                             |
| Ferganocephale                        |                             | Kirghizistan                             | Probabilmente una forma primitiva di pachycephalosauria. |                             |
| Hexinlusaurus Hexinlusaurus multidens | Bathoniano e Calloviano     | Lower Shaximiao Formation, Sichuan, Cina | Piccolo dinosauro degli ornithischia, che si distingue per una caratteristica autapomorfia, la presenza di una marcata concavità che si estende sulla superficie laterale della zona postorbitale. |                             |

### †Plesiosauri
| Plesiosauria del Calloviano | Plesiosauria del Calloviano | Plesiosauria del Calloviano | Plesiosauria del Calloviano | Plesiosauria del Calloviano |
| Taxa                        | Presenza                    | Localizzazione              | Descrizione                 | Immagine                    |
| --------------------------- | --------------------------- | --------------------------- | --------------------------- | --------------------------- |
| Cryptoclidus                |                             |                             |                             |                             |
| Liopleurodon                |                             |                             |                             |                             |
| Pachycostasaurus            |                             |                             |                             |                             |
| Peloneustes                 |                             |                             |                             |                             |
| Pliosaurus                  |                             |                             |                             |                             |
| Simolestes                  |                             |                             |                             |                             |

### †Sauropodi
| Sauropoda del Calloviano              | Sauropoda del Calloviano | Sauropoda del Calloviano | Sauropoda del Calloviano                                                                       | Sauropoda del Calloviano |
| Taxa                                  | Presenza                 | Localizzazione           | Descrizione                                                                                    | Immagine                 |
| ------------------------------------- | ------------------------ | ------------------------ | ---------------------------------------------------------------------------------------------- | ------------------------ |
| Abrosaurus                            |                          |                          | L'Abrosaurus era un piccolo sauropode (lungo nove metri) della Cina. Aveva un cranio inusuale. |                          |
| Atlasaurus                            |                          |                          |                                                                                                |                          |
| Ferganasaurus Ferganasaurus verzilini |                          |                          | Sauropode del Kyrgyzstan, che assomigliava al Rhoetosaurus.                                    |                          |
| Patagosaurus                          |                          |                          |                                                                                                |                          |

### †Stegosauria
| Stegosauria del Calloviano | Stegosauria del Calloviano | Stegosauria del Calloviano                   | Stegosauria del Calloviano | Stegosauria del Calloviano |
| Taxa                       | Presenza                   | Localizzazione                               | Descrizione | Immagine                   |
| -------------------------- | -------------------------- | -------------------------------------------- | --- | -------------------------- |
| Huayangosaurus             | Bathoniano e Callovian     | Lower Shaximiao Formation, Sichuan, Cina     | Quadrupede erbivoro lungo circa 4,5 metri, con testa piccola e coda con spine. Aveva la caratteristica duplice fila di placche verticali lungo il dorso tipica di tutti gli stegosauri, e due paia di lunghe spine orizzontali alla fine della coda. |                            |
| Lexovisaurus               |                            | Lisieux, Francia; Inghilterra settentrionale | Il Lexovisaurus era tradizionalmente rappresentato con grandi spine sulle anche e sulle spalle, più alcune placche piatte e dalle punte arrotondate lungo il dorso e la coda. La lunghezza doveva aggirarsi attorno ai cinque metri.                 |                            |
| Loricatosaurus             |                            | Francia; Inghilterra                         | Noto da reperti precedentemente assegnati al Lexovisaurus. |                            |

### Teropodi
| Theropoda del Calloviano          | Theropoda del Calloviano | Theropoda del Calloviano | Theropoda del Calloviano | Theropoda del Calloviano |
| Taxa                              | Presenza                 | Localizzazione           | Descrizione | Immagine                 |
| --------------------------------- | ------------------------ | ------------------------ | --- | ------------------------ |
| Eustreptospondylus                |                          |                          | Dinosauro predatore di taglia media (dai cinque ai sette metri), simile al Megalosaurus.                                          |                          |
| Gasosaurus Gasosaurus constructus |                          |                          | Predatore cinese di dimensioni comprese tra i tre e i quattro metri; il ritrovamento fu sovvenzionato dall'industria petrolifera. |                          |
| Pedopenna                         |                          |                          | |                          |
| Szechuanoraptor                   |                          |                          | Teropode cinese di cui manca ancora una descrizione ufficiale.                                                                    |                          |

### †Ammonitida
I membri dell'ordine delle Ammonitida si distinguono dalle altre ammoniti soprattutto per le loro linee di sutura. Le selle e i lobi sono suddivisi molto finemente e le suddivisioni sono di tipo arrotondato. Le ammonoidea di questo tipo rivestono una notevole importanza dal punto di vista biostratigrafico. Questo tipo di sutura è caratteristico delle ammoniti del Giurassico e del Cretacico, ma era già presente fin dal Permiano.
| Ammonoidea del Calloviano | Ammonoidea del Calloviano | Ammonoidea del Calloviano | Ammonoidea del Calloviano | Ammonoidea del Calloviano |
| Taxa                      | Presenza                  | Localizzazione            | Descrizione               | Immagine                  |
| ------------------------- | ------------------------- | ------------------------- | ------------------------- | ------------------------- |
| Cadomites                 |                           |                           |                           |                           |
| Oecoptychius              |                           |                           |                           |                           |
| Oecotraustes              |                           |                           |                           |                           |
| Oxycerites                |                           |                           |                           |                           |
| Peltoceras                |                           |                           |                           |                           |

### †Belemniti
| Belemnoidea del Calloviano | Belemnoidea del Calloviano | Belemnoidea del Calloviano | Belemnoidea del Calloviano | Belemnoidea del Calloviano |
| Taxa                       | Presenza                   | Localizzazione             | Descrizione                | Immagine                   |
| -------------------------- | -------------------------- | -------------------------- | -------------------------- | -------------------------- |
| Produvalia                 |                            |                            |                            |                            |

### Nautiloidi
| Nautiloida del Calloviano | Nautiloida del Calloviano | Nautiloida del Calloviano | Nautiloida del Calloviano | Nautiloida del Calloviano |
| Taxa                      | Presenza                  | Localizzazione            | Descrizione               | Immagine                  |
| ------------------------- | ------------------------- | ------------------------- | ------------------------- | ------------------------- |
| Somalinautilus            |                           |                           |                           |                           |

### Neocoleoidi
| Neocoleoidea of the Callovian       | Neocoleoidea of the Callovian | Neocoleoidea of the Callovian | Neocoleoidea of the Callovian | Neocoleoidea of the Callovian |
| Taxa                                | Presence                      | Location                      | Description                   | Images                        |
| ----------------------------------- | ----------------------------- | ----------------------------- | ----------------------------- | ----------------------------- |
| Proteroctopus Proteroctopus ribeti  |                               |                               |                               |                               |
| Rhomboteuthis Rhomboteuthis lehmani |                               |                               |                               |                               |
| Vampyronassa Vampyronassa rhodanica |                               |                               |                               |                               |